# Flavius Maximianus (Tribun)
Flavius Maximianus (sein Praenomen ist nicht bekannt) war ein im 3. Jahrhundert n. Chr. lebender Angehöriger des römischen Ritterstandes (Eques).
Durch eine Weihinschrift auf einem Altar, der beim Kastell Banna gefunden wurde und der auf 235/238 datiert ist, ist belegt, dass Maximianus Tribun der Cohors I Aelia Dacorum war, die zu diesem Zeitpunkt in der Provinz Britannia stationiert war. Maximianus war ein ehemaliger Evocatus aus der Cohors I Praetoria Maximiniana.